# Promachus magnus
Promachus magnus là một loài ruồi trong họ Asilidae. Promachus magnus được Bellardi miêu tả năm 1861. Loài này phân bố ở vùng Tân Bắc giới.